# 댄스 위드 데빌즈
댄스 위드 데빌즈(Dance with Devils)는 일본의 애니메이션이다. 2015년 10월부터 12월까지 도쿄 MX에서 방영되었다.

## 스토리
어딘가 그리운 모습을 한 마을, 시코우마치. 거기에 살고 있는 시코우학원에 다니는 고2의 소녀 타치바나 리츠카. 영국에서 유학중인 오빠 린도로부터 가끔 오는 연락을 즐거워하면서 어머니와 평범하게 둘이서 일상을 보내고 있다. 어느날 그녀는 학원생들의 동경하는 존재 카기누키 렘으로부터 호출을 받아 학생회의 가운데에 있는 제3도서관에서 수수께끼의 만남을 가진다. 악마, 뱀파이어 엑소시스트. 금단의 그리모어를 돌면서 어떤 의미에서보면 혼란이 그녀의 안에 움직이기 시작한다. 사람인가, 악마인가? 이것은 악마에 매료되어 악마에 사랑받은 한 소녀의 이야기.